# Massa específica aparente úmida
A massa específica aparente úmida trata-se da massa específica de um solo considerando seu estado natural encontrado em um determinado local. Deste modo, é calculado dividindo-se a massa pelo volume de solo naturalmente encontrado.
É bastante utilizado o método do frasco de areia para determinação deste índice normatizado pela ABNT NBR 7185/2016.
Normalmente, este valor não varia muito, sendo encontrado entre 1,9 a 2,0 t/m³.